# Xian de Zhaoping
Le xian de Zhaoping (昭平县 ; pinyin : Zhāopíng Xiàn) est un district administratif de la région autonome du Guangxi en Chine. Il est placé sous la juridiction de la ville-préfecture de Hezhou.

## Démographie
La population du district était de 402 200 habitants en 2010.

## Tourisme
- la vieille cité de Huangyao,